# 60 000
60 000 ( soixante mille ) est le nombre naturel qui vient après 59 999 et avant 60 001. C'est un chiffre rond. C'est la valeur de {\displaystyle \varphi } ( F 25 ).

## Nombres sélectionnés dans la plage 60 000–69 999

### 60 001 à 60 999
- 60 049 - Numéro Leyland [1]
- 60 101 - le plus petit nombre premier avec une période de 100 réciproque [2]

### 62 000 à 62 999
- 62 208 – 3- nombre lisse
- 62 210 – Nombre de Markov [3]
- 62 745 - Nombre de Carmichael [4]

### 63 000 à 63 999
- 63 020 – numéro amiable avec le 76084
- 63 360 - nombre de pouces dans un mile
- 63 750 - nombre pyramidal pentagonal
- 63 973 - Nombre de Carmichael [4]

### 64 000 à 64 999
- 64 000 – 40 3 ; également question à 64 000 dollars
- 64 009 - somme des cubes des 22 premiers entiers positifs
- 64 079 – Numéro Lucas

### 65 000 à 65 999
- 65 025 – 255 2, palindromique en base 11 (44944 11 )
- 65 279 - Point de code Unicode pour la marque d'ordre d'octet
- 65 534 - Point de code Unicode garanti ne pas être un caractère
- 65 535 - la plus grande valeur pour un entier 16 bits non signé sur un ordinateur.
- 65 536 – 2 16, également 2↑↑4 en utilisant la notation flèche vers le haut de Knuth, plus petit entier avec exactement 17 diviseurs, palindromique en base 15 (14641 15 )
- 65 537 - le plus grand nombre premier Fermat connu
- 65 539 - le 6544e nombre premier, et 6544 et 65539 ont la racine numérique de 1 ; un nombre premier régulier ; un membre plus grand d'une paire première jumelle ; un membre plus petit d'une paire prime cousine ; un premier heureux ; un nombre premier faible ; un membre médian d'un triplet premier, (65537, 65539, 65543); un membre médian d'un nombre premier à trois termes en progression arithmétique, (65521, 65539, 65557).
- 65 792 - Nombre de Leyland[1]

### 66 000 à 66 999
- 66 012 - nombre tribonacci [5]
- 66 049 – 257 2, palindromique en hexadécimal (10201 16 )
- 66 198 - Nombre Giuga [6]
- 66 666 - Nombre uniforme

### 67 000 à 67 999
- 67 081 – 259 2, palindromique en base 6 (1234321 6 )
- 67 607 - le plus grand des cinq nombres restants de Seventeen ou Bust dans le problème de Sierpiński
- 67 626 - nombre pyramidal pentagonal

### 68 000 à 68 999
- 68 000 - Motorola 68000, un processeur utilisé dans les ordinateurs Apple Macintosh avant PowerPC (également famille de processeurs 68k)
- 68 008 - Motorola 68008, un processeur utilisé dans l'ordinateur Sinclair QL
- 68 020 - Motorola 68020, un processeur utilisé dans les ordinateurs Apple Macintosh avant PowerPC
- 68 030 - Motorola 68030, un processeur utilisé dans les ordinateurs Apple Macintosh avant PowerPC
- 68 040 - Motorola 68040, un processeur utilisé dans les ordinateurs Apple Macintosh avant PowerPC
- 68 881 - Motorola 68881, un coprocesseur mathématique utilisé avec 68020 et 68030
- 68 882 - Motorola 68882, un coprocesseur mathématique utilisé avec 68020 et 68030
- 68 921 – 41 3

### 69 000 à 69 999
- 69 105 - Blague d'Infocom
- 69 632 - Nombre de Leyland [1]
- 69 696 – carré de 264 ; seul carré palindromique connu qui peut être exprimé comme la somme d'une paire de nombres premiers jumeaux : 69 696 = 34847 + 34849.
- 69 984 – 3- nombre lisse